# Alien Breed 3D II – The Killing Grounds
Alien Breed 3D II – The Killing Grounds – gra komputerowa z gatunku first-person shooter na platformę Amiga wydana w roku 1996 przez firmę Team17. Jest to druga część gry, która przenosi serię Alien Breed w przestrzeń trójwymiarową.
Po niebywałym sukcesie gry Alien Breed 3D, firma Team17 stworzyła produkt jeszcze bardziej zaawansowany technologicznie. Poprawiono grafikę gry, usprawniono silnik gry wzbogacając go m.in. o zmienność źródeł oświetlenia, czy też pseudoprzestrzenny dźwięk i mapę rysowaną bezpośrednio na ekranie rozgrywki. Na pięciu dyskietkach zmieszczono dwie wersje gry: dla komputerów Amiga 1200 w konfiguracji podstawowej i dla konfiguracji bardziej rozbudowanych (dodatkowa pamięć, szybszy procesor).
Do przejścia jest 16 etapów. Grę można toczyć w pojedynkę lub z drugim graczem przez sieć.
W marcu 1997 roku firma Team17 udostępniła kod źródłowy gry. Dane opublikowano na płycie dołączonej do 95 numeru magazynu Amiga Format.